# North Sydney

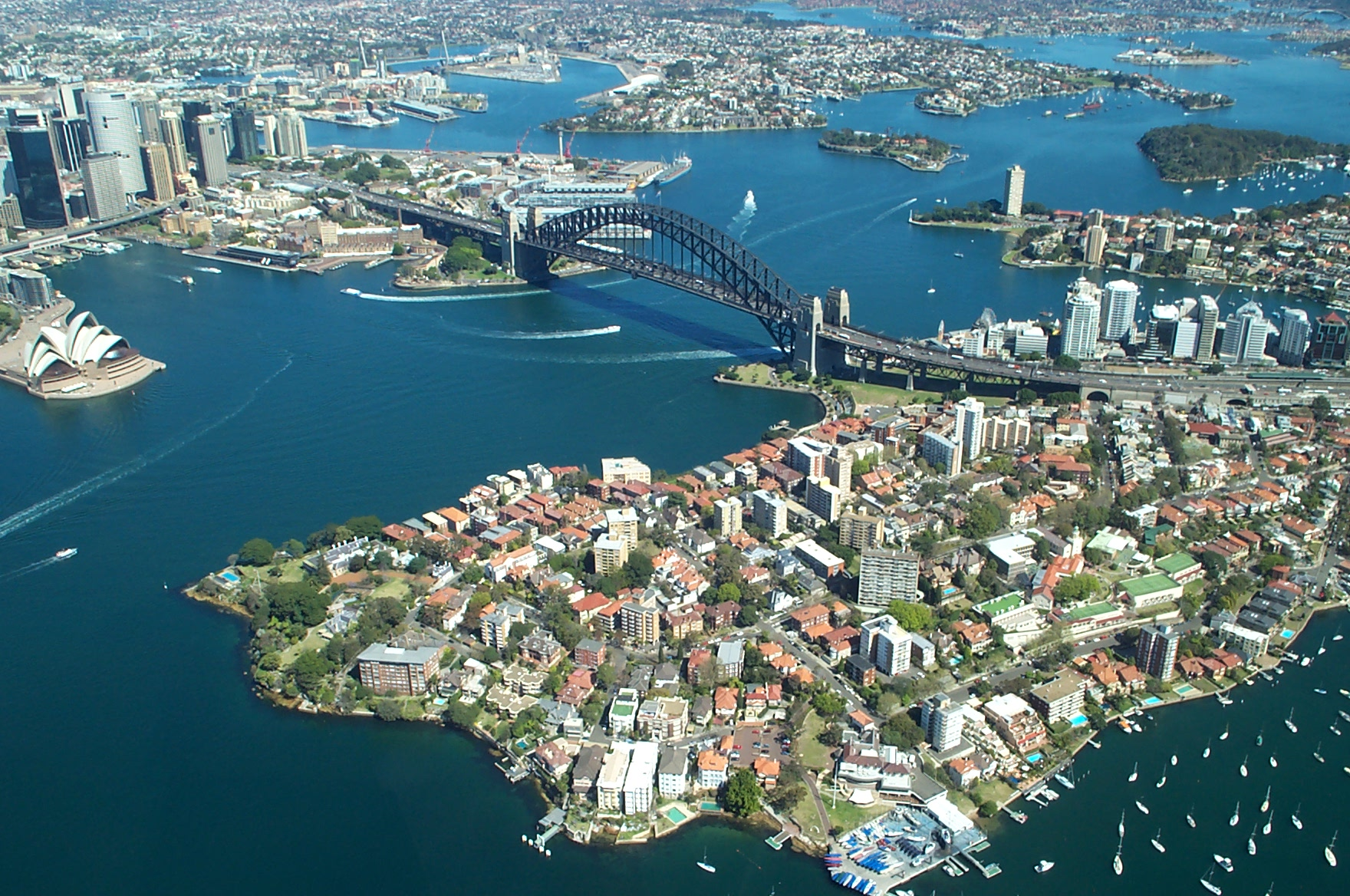
North Sydney (a la derecha).

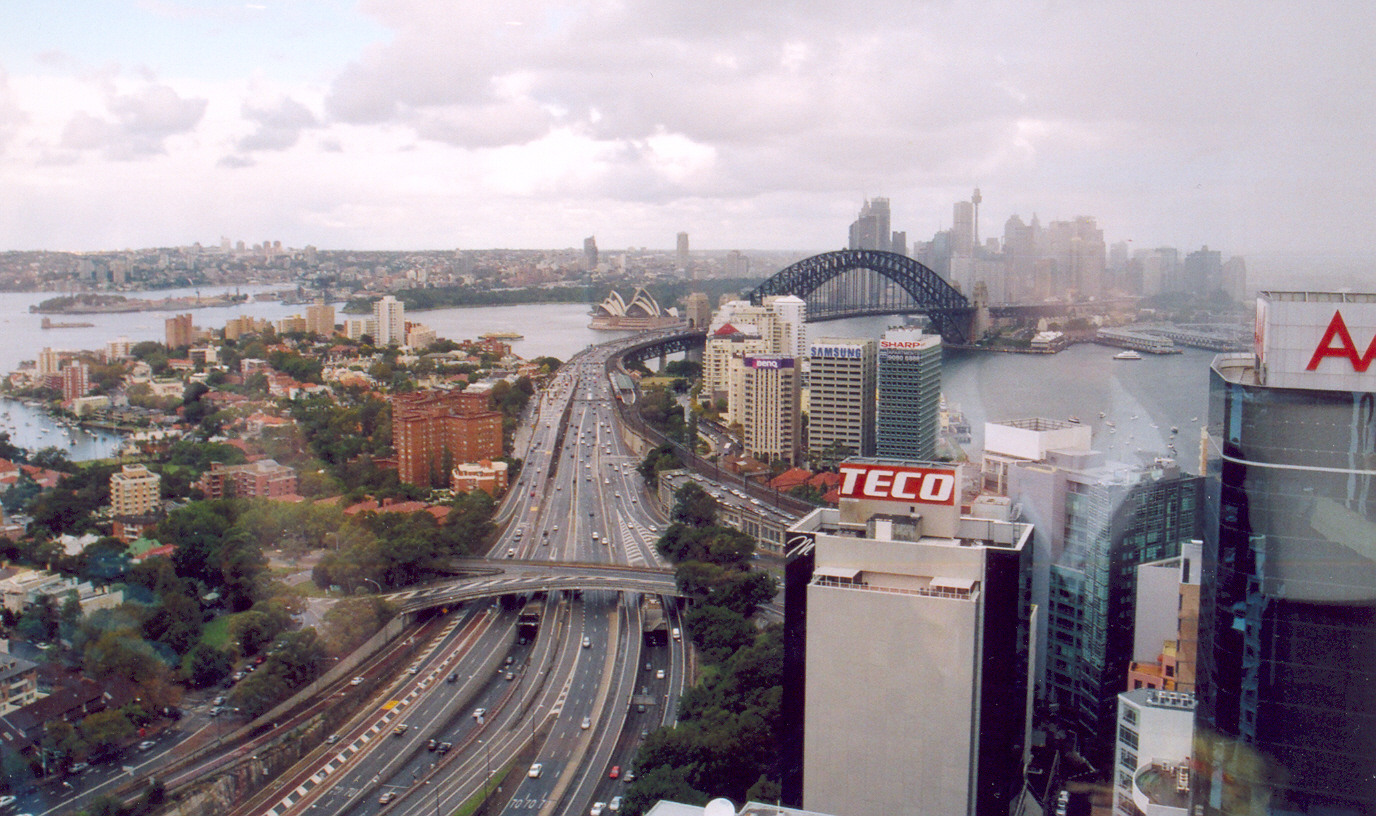
North Sydney.

North Sydney es una zona residencial, suburbio y distrito comercial de Sídney, Australia, situado al norte del Centro de Sídney en la comuna de North Sydney. Parramatta está al otro lado del Puente del puerto de Sídney y es la segunda más grande concentración de rascacielos de Nueva Gales del Sur después del Centro de Sídney.
Cuenta con 6,258  habitantes (según el censo del año 2011). Está rodeada por los suburbios de Crows Nest, Cammeray, Neutral Bay, Milsons Point, Lavender Bay, McMahons Point y Waverton.
Cuenta con escuelas, lugares de comercio, iglesias,bancos, entre otros.
Esta ciudad tiene una densidad de 4,470 km/2 (kilómetros cuadrados).
Tiene varios suburbios a su alrededor aparte de los nombrados,  como por ejemplo: 
Milsons point, Neutral Bay, entre otros.
- Datos: Q3276625
- Multimedia: North Sydney, New South Wales / Q3276625